# 올드 그링고
《올드 그링고》(영어: Old Gringo)는 미국에서 제작된 루이스 푸엔소 감독의 1989년 로맨틱 모험 영화이다. 제인 폰다 등이 출연하였고, 로이스 본피글리오 등이 제작에 참여하였다.

## 출연진
- 제인 폰다
- 그레고리 펙
- 지미 스미츠
- 파트리시오 콘트레라스
- 제니 가고
- 가브리엘라 로엘
- 짐 메츨러
- 앤 피토니액
- 페드로 아르멘다리스 주니어

## 기타 제작진
- 미술: 브루노 루베오, 스튜어트 워츨
- 의상: 엔리코 사바티니